# Dani Hernández
Daniel Hernández Santos, plus couramment appelé Dani Hernández, né le 21 octobre 1985 à Caracas au Venezuela, est un footballeur international vénézuélien. Il est le jeune frère de Jonay Hernández.

## Biographie

### Équipe nationale
Dani Hernández est convoqué pour la première fois en sélection le 8 septembre 2010 lors d'un match amical contre l'Équateur (victoire 1-0). 
Il dispute une Copa América en 2011. Lors de la Copa América, il ne joue aucune rencontre.
Au total il compte 31 sélections en équipe du Venezuela depuis 2010.